# Lijst van termen onder motorrijders M-N-O
Deze lijst bevat termen die onder motorrijders worden gebruikt en beginnen met de letter M, N of O. Soms zijn dit bestaande woorden die in de "motortaal" een andere betekenis krijgen. Zie voor andere begrippen en lijsten onderaan de pagina.

## M

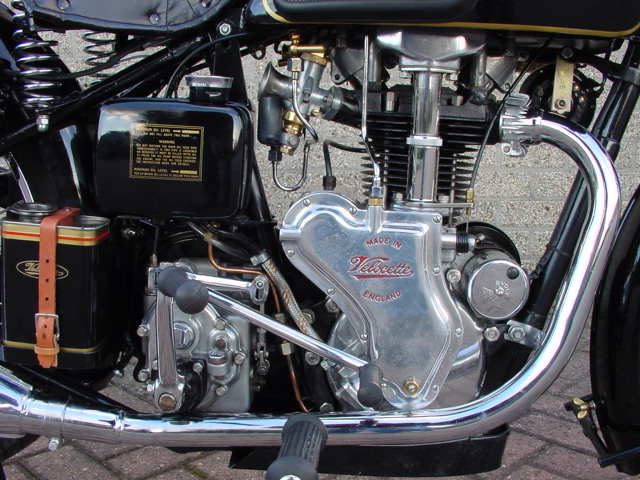
Map of Africa

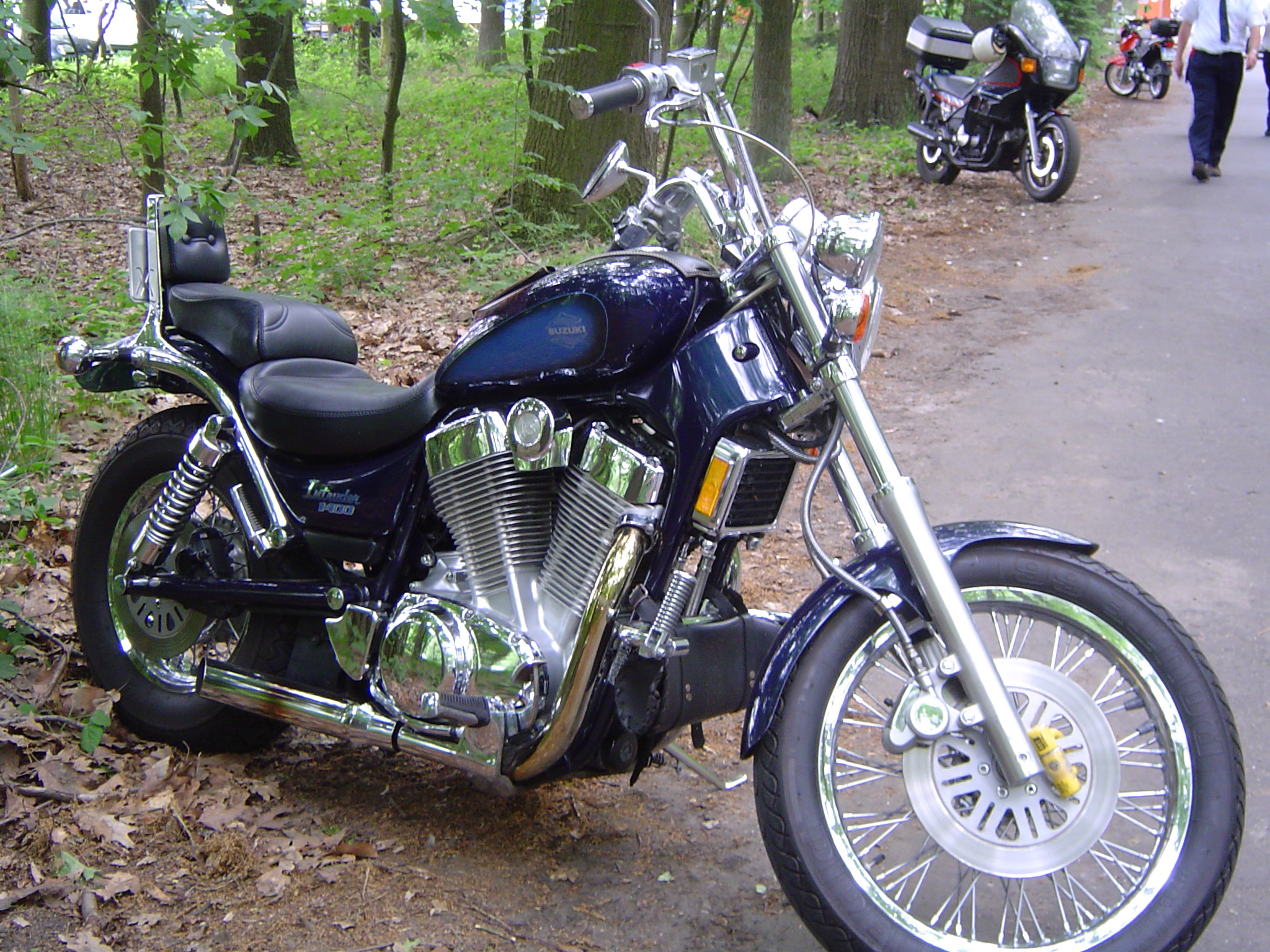
Milwaukee look

Maaskantplank
Door Harley-Davidson-importeur Maaskant in de jaren zestig verkocht namaakzadel. Dit zadel leek op het texaszadel, maar was veel goedkoper.
Mad Max
Bijnaam van wegracecoureur Massimiliano (Max) Biaggi, die ook Massimiliano Grande en Il grande Max genoemd wordt.
Mad Monkey
Bijnaam van Brian Ayres, de bakkenist van zijspanracer Derek “Crazy Horse” Jones.
Mad Sunday
De tweede dag van de TT races op het eiland Man. Op deze dag zijn er geen races of trainingen en is het circuit opengesteld voor bezoekers. Dit leidt soms tot zeer gevaarlijke taferelen. Op een gedeelte van het circuit (openbare weg) wordt voor de zekerheid eenrichtingverkeer ingesteld, maar niet op de hele (60 km lange) baan.
Il Magnifico
Afkorting/bijnaam van wegracecoureur Giacomo Agostini, die ook wel Ago en in Italië Ago Nazional wordt genoemd.
Makkelijk Zat
Gezegde naar de letters MZ. Vanwege de eenvoudige techniek en de betrouwbaarheid van de motoren.
Map of Africa
Bijnaam voor het carterdeksel van de Velocette-motoren uit de jaren dertig, waarin met enige fantasie de kaart van Afrika te herkennen was.
Massimiliano Grande
zie Mad Max.
Maximum
zie Jacky Maximum.
MC Driebergen
Bijnaam voor de motoragenten van de Verkeersgroep Rijkspolitie die tegenwoordig Algemene Verkeersdienst heet en gestationeerd is in Driebergen.
Mega Merel
Nederlandse bijnaam voor de Honda CBR 1100 XX Super Blackbird. Zie ook Super Blufbird.
Mengsel
Het mengsel van brandstof en lucht, nodig voor de verbranding in de motor. De juiste mengverhouding wordt in de carburateur of door het injectiesysteem verzorgd.
Meriden Triumph
Naam die in kringen van Triumph-eigenaren wordt gebruikt om de machines van vóór 1983 aan te duiden. Deze werden in Meriden gebouwd. Zie ook Hinckley Triumph.
Metzeler
Dit is eigenlijk de naam van een Duits bandenmerk, maar deze naam wordt ook, al of niet met opzet, gebezigd als een Matchless motorfiets wordt bedoeld.
Michigan Madman
Bijnaam van de Amerikaanse sprinter E.J. Potter.
Mighty Mick
Bijnaam van de Australische wegracecoureur Mick Doohan, die ook Quick Mick wordt genoemd.
Mighty Mouse
Bijnaam van wegracecoureur en journalist Alan Carter.
Mike The Bike
Bijnaam van Mike Hailwood (wegracecoureur).
Mill
Letterlijk: fabriek. Engelse benaming voor het motorblok.
Milwaukee Iron
Bijnaam voor Harley-Davidson. Ook The Company, Hog heaven en Iron.
Milwaukee-look
Uiterlijk van een Japanse namaak-Harley (Kawasaki Vulcan, Honda Shadow, Suzuki Intruder, Yamaha Virago). Het origineel komt uit Milwaukee (Wisconsin, USA).
Minimaxe
Bijnaam voor de eerste Ardie-motorfietsen. Deze waren knalrood, net als een brandblusser met de naam Minimaxe.
Modderbroek
Overbroek van nylon die door Endurorijders werd gebruikt bij slecht weer.
Modderjas
Overjack van nylon die door Endurorijders werd gebruikt bij slecht weer.
Modern motorcycle
zie Squariel.
Monk
Bijnaam van zijspanracer Steve Abbott.
Monkey on a stick
Bijnaam voor de coureurs op Indian Board Track Racers, waarbij het zadel op een dun buisje boven het achterwiel gemonteerd was. Door deze plaats van het zadel, in combinatie met het Brooklands drops stuur bevonden de handen én voeten zich vóór het zitvlak.
Mono Backbone
Mono Backbone is de aanduiding die het motorfietsmerk Honda gebruikt voor een ruggengraat frame, voor het eerst gebruikt bij de Hornet 600 (1998).
Monotrack
De monotrack was een BMW motorfiets met een rupsband. Deze werd door BMW experimenteel gebouwd rond 1930.
Mooi weer rijder
Iemand die alleen bij mooi weer de motor uit de schuur haalt, in tegenstelling tot de doorrijder.
Mooneyes
Bijnaam van John Cooper (wegracecoureur), naar de twee oogjes die op zijn helm geplakt zaten. Ook de helm van Renzo Pasolini werd er een poosje mee gesierd. Later vormden deze oogjes weer het motief op de helm van Shinya Nakano.
Moped
Uitdrukking uit de tijd dat motorfietsen nog een MOtor en PEDalen hadden, bijvoorbeeld een clip-on motor. In Engeland wordt een motor met minder dan 50 cc Moped genoemd. Voor Nederland en België zie: Bromfiets.
Motorengel
jongedame die met een heer meerijdt op de duozit van een motorfiets.
Motorfreak
Iemand die bezeten is van motorfietsen en motorsport.
Motorgang
Bende gevormd door motorrijders.
Motorpaus
Autoriteit op motorengebied. Enkele voorbeelden: Ernst Leverkus, Herbert Spahn.
Moulin Rouge
Bijnaam van de FN M70 uit 1927, vanwege het buitenliggende grote, rode vliegwiel.
Mousetrap
Letterlijk: Muizeval. Mechanisme van Harley-Davidson (officieel: clutch booster) om de bediening van de koppeling lichter te maken. Bij demontage klapte het mechaniek weleens keihard op de vingers. Dit was op te lossen door een hulpstuk te gebruiken, de mousetrap eliminator.
Mousetrap eliminator
zie mousetrap.
Mouthrap
Kunststof mondbeschermer voor motorcrossers en endurorijders.
Mr. Motocross
Bijnaam van de Belgische crosser Roger DeCoster.
Mr. Seven
Bijnaam van wegracecoureur Barry Sheene, die altijd met startnummer 7 reed.
Mr. TT
Bijnaam van Jaap Timmer, die 11 jaar voorzitter was van de Stichting Circuit van Drenthe. Na er in 1989 uit te zijn gewerkt, nam hij in 1997 weer zitting in het stichtingsbestuur. Jaap Timmer is ook bekend als commentator bij motor- en autosportuitzendingen van Eurosport. Hij is de zoon van de legendarische Geert Timmer, naar wie de laatste bocht voor start/finish op Assen is genoemd, de GT bocht.
Mudflap
Spatlap.
Mudguard
Spatbord.
Muggen
Zo snel mogelijk lange afstanden overbruggen, meestal met hoogtoerenmotoren.
Munchkin
Bijnaam van wegracecoureur Neil Hodgson.
Murdercycle
zie donorcycle.

## N

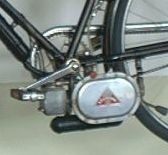
Nervensäge

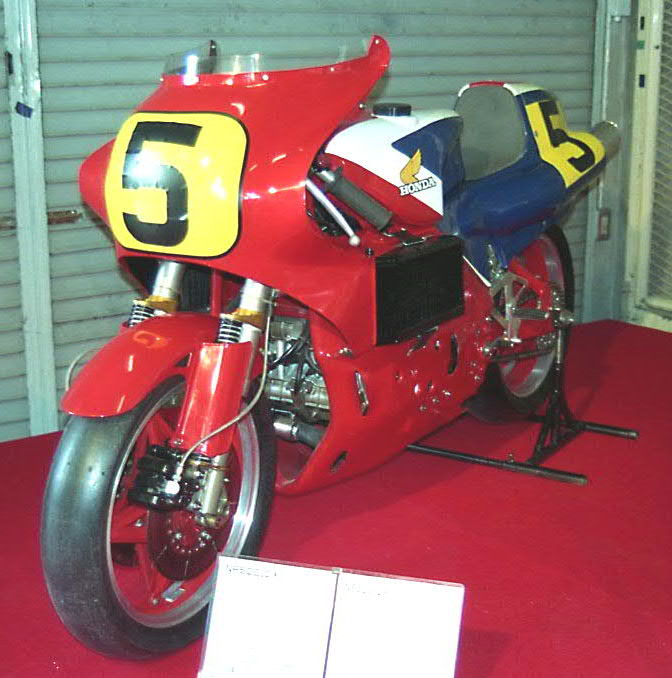
Never Ready: de Honda NR 500 racer

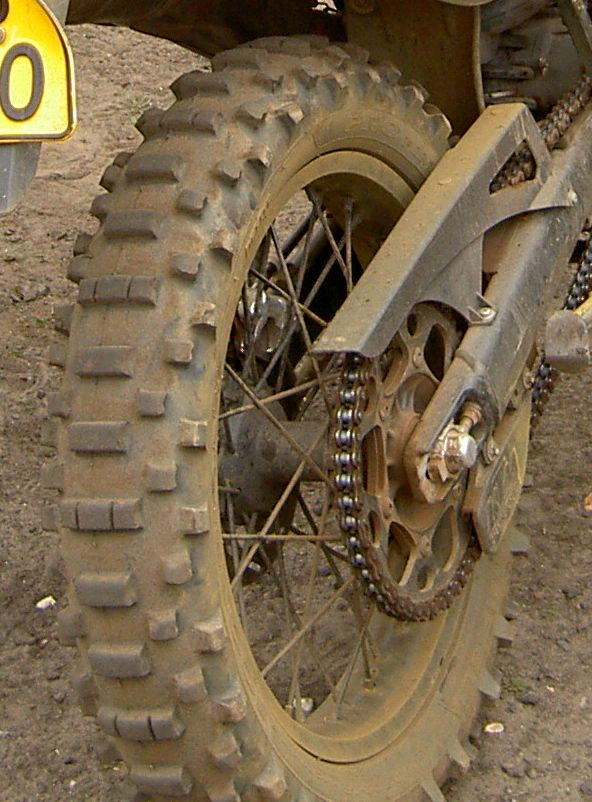
Noppenband

Nac Nac
Een Nac Nac is een door motorcrosser Jeremy McGrath bedachte stunt, waarbij hij tijdens een sprong met één been afstapt, even om kijkt (waar zijn tegenstanders blijven), zijn voet terug op de steun plaatst en landt. De sprong wordt nog steeds toegepast bij Freestyle motocross.
Namaak Harley
Spotnaam voor Japanse custom-motorfietsen die zijn gebaseerd op het "Grote Voorbeeld"
Na Starten Uitgeput
Spotnaam voor NSU. Zie ook Nooit Slechter Uitgevonden, Nooit Sneller Uitgevonden en Norton Spareparts Used.
National numbers
Startnummers van coureurs in het AMA kampioenschap. De beste 99 rijders krijgen de 2-cijferige nummers, de 1-cijferige nummers zijn voorbehouden aan (voormalige) kampioenen, de 1 (AMA Number One) aan de kampioen van het afgelopen jaar. De overige starters in het AMA kampioenschap krijgen 3-cijferige nummers. Nieuwelingen krijgen 1, 2 of 3 cijfers gevolgd door een letter. De startnummers zijn niet afhankelijk van de positie in het seizoen. Veel coureurs houden hun favoriete nummer hun gehele carrière vast en gebruiken het zelfs als synoniem (bijvoorbeeld Number Nine = Gary Nixon).
Nervensäge
Duitse bijnaam van de eerste Lohmann-dieselmotortjes. Die hadden als uitlaat een metalen plaatje dat met twee veren tegen de cilinder gedrukt werd. Dat leverde een hels kabaal op.
Never Ready
Spotnaam voor de Honda NR modellen, viertakten met ovale zuigers en acht kleppen per cilinder, die na de introductie tijdens wegraces in 1979 (NR 500) nooit echt mee konden komen. Het duurde tot 1992 voor er een NR op de weg kwam (NR 750). De machine kostte f 140.000,- en was zwaarder en trager dan elke andere sportieve 750. Honda zelf noemde het concept van de 500 racer New Race en van de 750 straatuitvoering New Road.
New Race
zie Never Ready.
New Road
zie Never Ready.
New Sports
New Sports is een motorfietsclassificatie, bedacht door Yamaha bij de introductie van de TDM 850, die als tamelijk sportieve wegmotor met een allroad uiterlijk moeilijk in een van de andere categorieën in te delen was.
New York Steak
Dit was Kawasaki's codenaam voor het project waar uiteindelijk de Z 1 900 viercilinder uit zou voortkomen. Oorspronkelijk zou het een 750 worden, maar de komst van de Honda CB 750 Four dwong Kawasaki deze machine te overtreffen.
Ninety bore (90 bore)
Bijnaam van een JAP V-motor die rond de Eerste Wereldoorlog door verschillende merken (o.a. Brough Superior) werd ingebouwd. De motor had een slag van 76 mm, de boring was uiteraard 90 mm.
Niño
Letterlijk: het kind. Bijnaam van wegracecoureur Ángel Nieto.
Nitro Nori
Bijnaam van wegracecoureur Noriyuki Haga.
Nobby
Afkorting/bijnaam van wegracecoureur Noboru Ueda.
No Footer
Een No footer is een sprong bij Freestyle motocross waarbij beide voeten in de lucht van de steunen worden gehaald. Als er ook een hand wordt losgelaten is het een One hander no footer.
No Hander Landing, no hander
Dit is een landing bij Freestyle motocross die met losse handen wordt uitgevoerd.
Nooit Slechter Uitgevonden
Spotnaam voor NSU, zie ook Na Starten Uitgeput, Nooit Sneller Uitgevonden en Norton Spareparts Used.
Nooit Sneller Uitgevonden
Bijnaam voor NSU, bedacht door de liefhebbers als antwoord op Nooit Slechter Uitgevonden. Zie ook Na Starten Uitgeput en Norton Spareparts Used.
Noppenband
Band van een terreinmotor.
Noppenfiets
Terreinmotor.
Norick
Afkorting en bijnaam van wegracecoureur Norifumi Abe.
Norton Spareparts Used
Ook wel: Norton Spares Used. Bijnaam voor de NSU-blokken uit de vroege jaren dertig. Omdat ze gebouwd waren door voormalig Norton ontwerper Walter William Moore die in 1929 naar NSU was gegaan leken ze op Norton Camshafts, met name de Norton CS 1. Zie ook Na Starten Uitgeput, Nooit Slechter Uitgevonden en Nooit Sneller Uitgevonden.
Number Nine
Pseudoniem van AMA-kampioen Gary Nixon, die zijn favoriete startnummer 9 o.a. gebruikte als radiopresentator. Nixon werd ook wel Iron Man genoemd.

## O

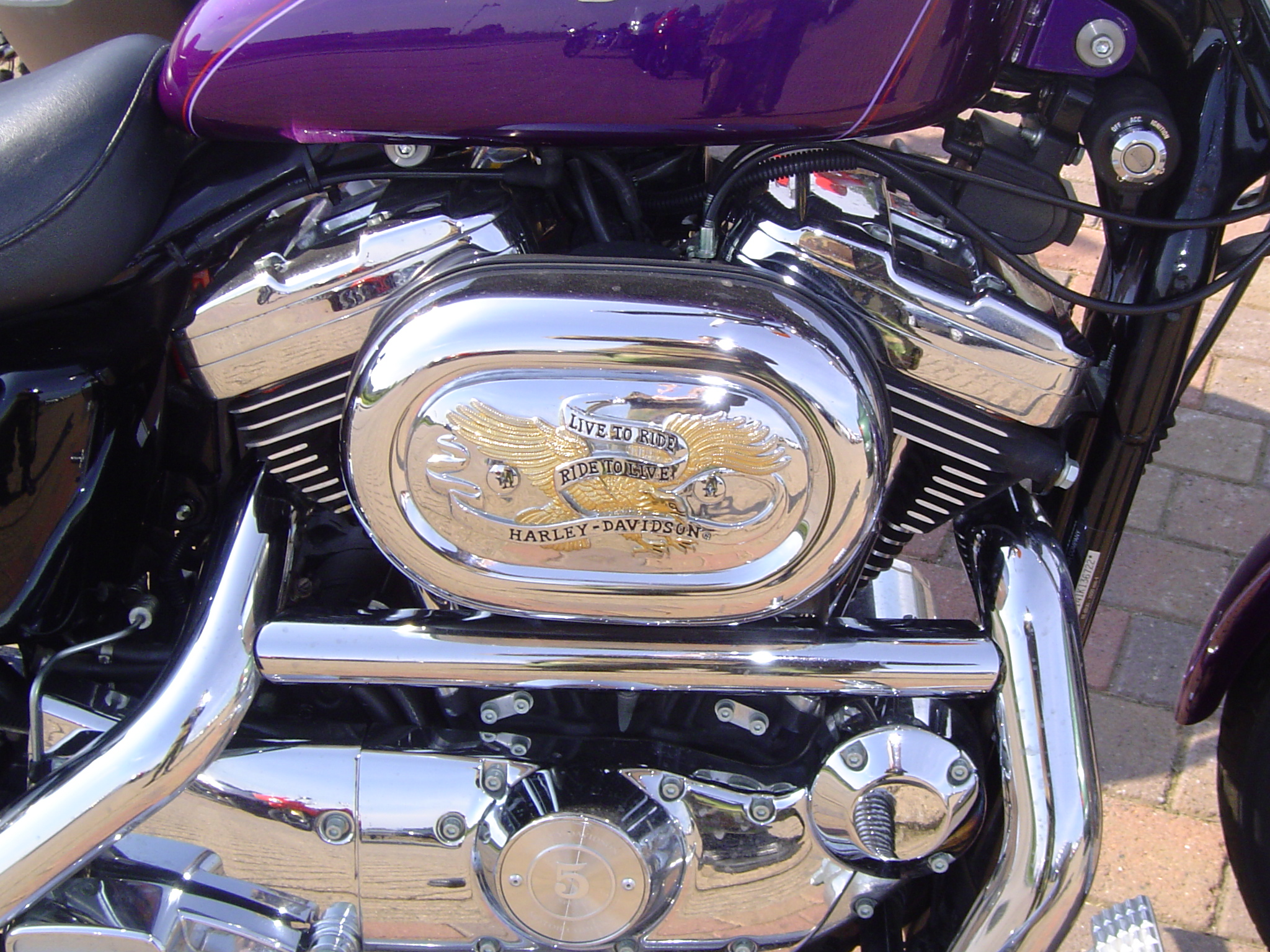
Oval racetrack

Oefentrial
In het verleden in regionaal verband georganiseerde trialwedstrijd met eenvoudige oefeningen en non stops, om beginners gelegenheid te geven de sport te leren kennen.
Oilhead
Moderne oliegekoelde BMW-tweecilinder. De oudere, luchtgekoelde blokken worden Airheads genoemd.
OJ (Ojay)
Afkorting/bijnaam van de Franse wegracecoureur Olivier Jacque, die ook Tintin (Kuifje) genoemd wordt.
Okselfris rijden
Rijden met zeer hoog stuur.
Old lady
Vrouw of vriendin van een Hells Angel of Outlaw Biker. Haar originals zijn vaak voorzien van de tekst: “Property of...” (eigendom van...) gevolgd door de bijnaam van haar “eigenaar” (bijvoorbeeld: Property of Shorty).
Old Man
Bijnaam van sprinter/dragracer Russ Collins.
Old Miracle
Bijnaam van het door Dan "Wizard" O'Donovan ontwikkelde frame voor de 490cc-Norton BS (Brooklands Special) en de BRS (Brookland Road Special) (ca. 1914).

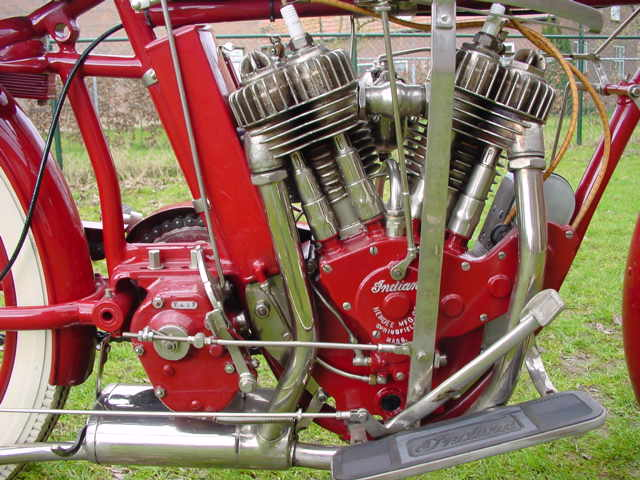
Old War Horse
Bijnaam voor de in 1916 door Carl Gustafson (zie Reading Standard) ontwikkelde Indian motor, waarvan er 41.000 aan het Amerikaanse leger geleverd waren. De bijnaam kwam uiteraard na de Eerste Wereldoorlog. Na het uitkomen van de 16 cubic inch motor van de Indian Chief in 1922 veranderde de naam Power Plus in Standard. De Power Plus was niet alleen succesvol in wegmotoren maar diende ook lang als basis voor racemotoren.
Olieboot
Spotnaam voor een motor die veel olie verbruikt en/of lekt.
Olieschuimklopper
Bijnaam voor het balansassen-systeem van de Yamaha TX 750 tweecilinder (1973). De assen zorgden door hun hoekige vorm en het feit dat ze in de olie lagen voor veel (schuim)problemen.
One-bike
Normale motorfiets waarbij de pk-gewichtsverhouding 1:1 is. Deze motorfiets was in 2002 nog niet gerealiseerd, maar veel sportmotoren kwamen al goed in de richting. De Honda CBR 900 RR Fire Blade bijvoorbeeld had een vermogen van 155 pk en woog 168 kilo, waardoor de verhouding op 1:1,084 kwam. De Yamaha YZF-R1 van 2003 leverde 172 pk bij 172 kg drooggewicht (1:1). De Kawasaki ZX-10R Ninja van eind 2003 leverde 175 pk bij 170 kilo drooggewicht, waardoor de verhouding al dik onder de 1:1 (1: 0,971) kwam. Een One-bike wordt ook wel 1-op-1-motor genoemd.
One Hander No Footer
Zie No Footer.
One-off
Afkorting van one of a kind. Een zelfbouwmotor wordt als one of aangeduid, maar ook sommige prototypes waarvan er maar een gebouwd is.
Op de kop zetten
Het wijzigen van de framegeometrie door de achterkant van de motor te verhogen of de voorkant te verlagen. Bij moderne sportmotoren zijn voorvork en achterdemper hiervoor voorbereid.
Op lucht zetten
Lucht in de voorvork pompen om de veerwerking te verbeteren.
Opbokken
Een motorfiets op de middenbok zetten.
Opboren
Het vergroten van de cilinderboring, meestal om de motor op te voeren. Zie ook Big bore kit.
Opvoeren
Het verhogen van het vermogen van de motorfiets.
Outlaw bike
Racemotor uit de jaren twintig en dertig, toen vooral in de Verenigde Staten op veel plaatsen wedstrijden gehouden werden waarbij geen regels golden. Daarom werden de machines outlaw bike genoemd.
Outlaw biker
Oorspronkelijk iemand die niet aangesloten was bij de American Motorcyclist Association. Na de Hollister bash in 1947 werd de naam gebruikt voor leden van motorgangs.
Oval Racetrack
(Harley-Davidson) Officiële benaming voor de ovale luchtfilterhuizen die op de XLH-types (Huggers en Sportsters) worden gebruikt.
Oval Section Technology
OST staat voor: Oval Section Technology. Dit is een aluminium frame van ovale buizen, toegepast op de Bimota Supermono en de Bimota Mantra motorfietsen vanaf 1994.
Overlaars
Meestal een nylon laars die over de normale motorlaarzen wordt gedragen in de regen. Door de verbetering van de waterdichtheid van motorlaarzen zijn overlaarzen min of meer in onbruik geraakt.
Overmit
Overhandschoen voor gebruik in de regen.
Oyaji-San
(Lachende man) Bijnaam van Soichiro Honda, de oprichter van het auto- en motorfietsmerk Honda.